# Geng Ding
Gen Ding (庚丁) va ser un rei de la Dinastia Shang de la Xina del 1170 aEC fins al 1147 aEC. El seu nom atorgat és Xiao (嚣). Va obtenir el tron l'any de Jiawu (甲午) i la seva capital fou Yin (殷). Va ser el germà petit de l'anterior rei de la dinastia Lin Xin.
La història no registra clarament el comportament de Geng durant el seu temps com a rei. Al voltant del 1199 aEC, segons alguns recents estudis xinesos, ell mor a casa seva als 21 anys. El seu fill Wu Yi ascendeix aleshores al tron.
| Geng Ding Dinastia Shang |                                    |                    |
| Precedit per: Lin Xin    | Rei de la Xina 1170 aEC – 1147 aEC | Succeït per: Wu Yi |